# 佐竹一彦
佐竹 一彦（さたけ かずひこ、本名・松本 豊（まつもと ゆたか））、1949年 - 2003年10月27日）は日本の作家。栃木県生まれ。

## 略歴
明治大学法学部卒業後、警視庁巡査。警備部機動隊、武蔵野警察署警備課警備係長にて退官（機動隊の警備係主任を勤めていた30代半ばごろ退職を考え始め、武蔵野署に配属され警備係長になった段階で辞表を提出）。最終階級は警部補。
1990年、短編「わが羊に草を与えよ」で第29回オール讀物推理小説新人賞を受賞し、ミステリー作家としてデビューする。2003年急性心筋梗塞のため54歳にて死去。
著作のほとんどがいわゆる警察小説であるが、急逝のため作品の数は少ない。作者自身が警察官であった経験により、捜査や警察組織内部の描写に他の作家には見られない一層リアルな表現が成されている。『ショカツ』および『駐在巡査』は連続テレビドラマの原作ともなった。

## 著作リスト

### 単行本
- 凶刀「村正」殺人事件（1993年1月 光文社カッパ・ノベルス）
  - 【改題】新任警部補（2000年2月 角川文庫）
- 刑事（デカ）部屋（1995年8月 角川書店 / 1998年9月 角川文庫）
- よそ者（1996年8月 角川書店 / 2000年10月 角川文庫）
- 警視庁公安部 潜入捜査（1997年11月 角川書店）
  - 【改題】警視庁公安部（2001年5月 角川文庫）
- ショカツ Real police story（2000年4月 角川書店 / 2002年1月 角川文庫）
- 挙動不審者（2001年1月 角川書店 / 2004年5月 角川文庫）
- 駐在巡査 警察ミステリー（2003年9月 角川書店）
  - 【改題】駐在巡査（2006年8月 角川文庫）

### アンソロジー
「」内が佐竹一彦の作品
- 逆転の瞬間―「オール読物」推理小説新人賞傑作選〈3〉（1998年6月 文春文庫）「わが羊に草を与えよ」

## 映像化作品
テレビドラマ
- ショカツ（2000年4月11日 - 6月27日、全12話、関西テレビ系、主演：松岡昌宏、田中美佐子）
- 日丸教授の事件ノート（2003年9月14日 - 2014年7月9日、全2作、テレビ東京系「水曜ミステリー9」枠、主演：小林稔侍、原作：『よそ者』）
- 猪熊夫婦の駐在日誌（2004年4月18日 - 2007年11月28日【全4作中3作が佐竹一彦原作】、テレビ東京系「女と愛とミステリー」枠、主演：研ナオコ、原作：『駐在巡査』）